# Juan Andrés Gelly y Obes

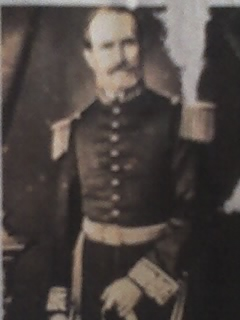
Juan Andrés Gelly y Obes

Juan Andrés Gelly y Obes (Buenos Aires, 1815 - 18 de setembro de 1904) foi um militar e político argentino, foi chefe do Estado-Maior do Exército Argentino na Guerra do Paraguai.

## Biografia
Quando era jovem sua família precisou se exilar no Uruguai, por causa da oposição a Juan Manuel de Rosas. Ali seu uniu ao exército de Urquiza e fez amizade com Bartolomé Mitre. Voltou a Argentina depois da derrota de Rosas, onde assumiu diversos cargos na governo central e na Província de Buenos Aires. Foi deputado nacional e Ministro da Guerra durante a presidência de Mitre, entre 1862 e 1868. Foi também interventor na província de Corrientes e em seguida na de Entre Ríos, onde combateu a rebelião de Ricardo López Jordán.
Como tinha pai paraguaio, quando da Guerra do Paraguai, foi proposto como presidente do país. Junto com o Barão de Caxias e o uruguaio Enrique Castro, foi um dos comandantes da tríplice aliança no final da Guerra do Paraguai.

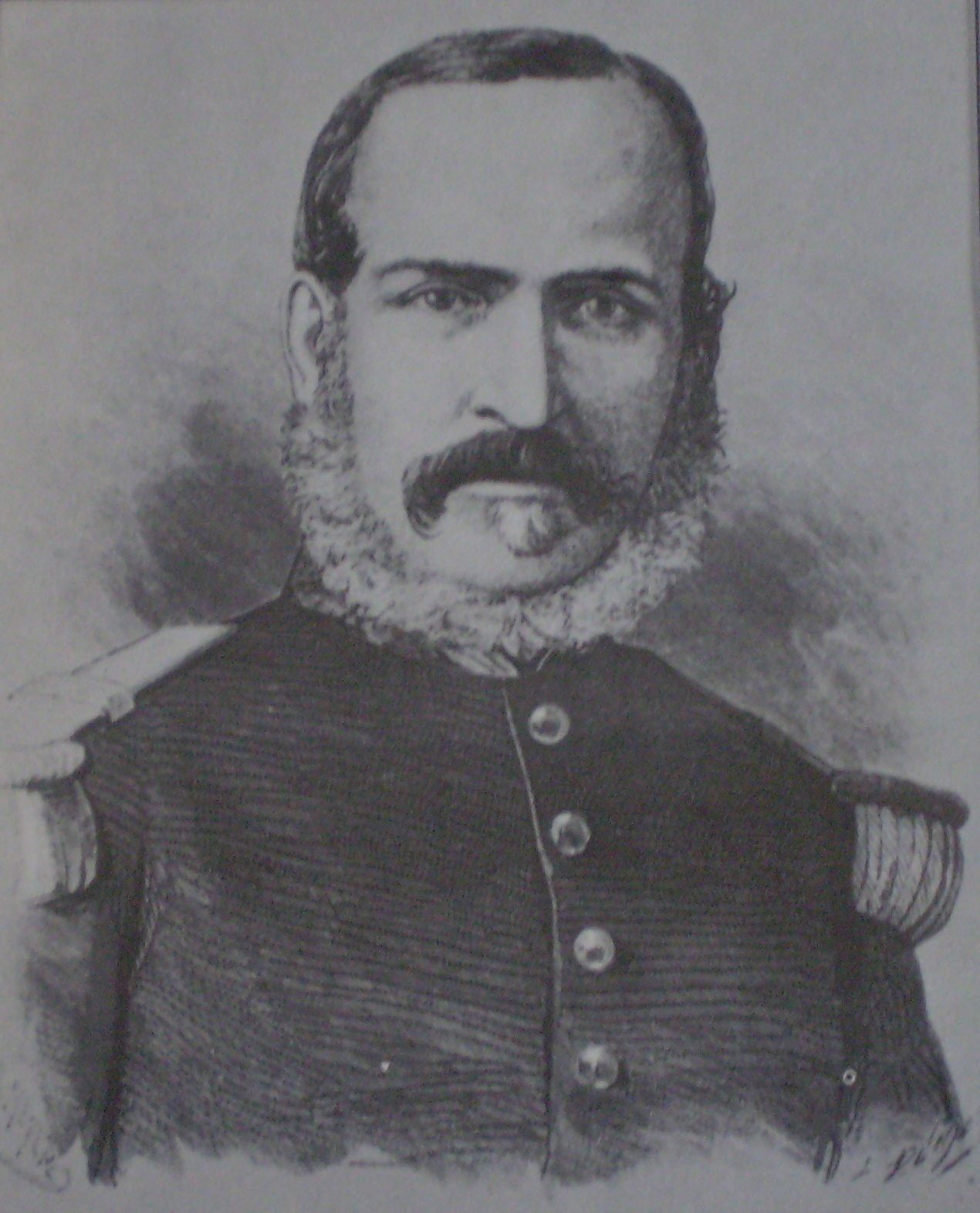
Juan Andrés Gelly y Obes

Acompanhou Bartolomé Mitre na fundação da União Cívica, aderindo a Revolução do Parque, em 1890. Foi um dos principais assessores dos general Pablo Riccheri, quando foi feita a reforma militar de 1901, que modernizou o Exército Argentino, fundamentado no serviço militar obrigatório.
Durante a presidência de José Evaristo Uriburu (1895-1898) presidiu o recém criado Conselho Supremo de Guerra e Marinha.
Seu falecimento, em 1904, causou comoção nacional. Seus restos mortais estão no Cemitério da Recoleta, e uma rua de Buenos Aires leva seu nome como homenagem.